# Ricinoides atewa
Espèce
Ricinoides atewa est une espèce de ricinules de la famille des Ricinoididae.

## Distribution
Cette espèce est endémique de la région Orientale au Ghana,. Elle se rencontre dans les monts Atewa.

## Description
Le mâle décrit par Botero-Trujillo, Sain et Prendini en 2021 mesure 9,63 mm et la femelle 9,19 mm.

## Étymologie
Son nom d'espèce lui a été donné en référence au lieu de sa découverte, les monts Atewa.

## Publication originale
- Naskrecki, 2008 : « A new ricinuleid of the genus Ricinoides Ewing (Arachnida, Ricinulei) from Ghana. » Zootaxa, no 1698, vol. 57–64.